# Renew Europe
Renew Europe (Renew) je liberalna, proeuropska politička skupina Europskog parlamenta osnovana u devetom mandatu Europskog parlamenta. Skupina je nasljednica Saveza liberala i demokrata za Europu (ALDE) koja je postojala tijekom šestog, sedmog i osmog mandata od 2004. do 2019. godine. Renew Europe u Europskom odboru regija sestrinska je skupina Renew Europe.

## Povijest
U govoru održanom na raspravi uoči izbora za Europski parlament 2019. godine, Guy Verhofstadt, predsjednik skupine Saveza liberala i demokrata za Europu (ALDE), najavio je da se nakon izbora skupina ALDE namjerava raspustiti i formirati novo savezništvo s izbornom listom "Renaissance"  francuskog predsjednika Emmanuela Macrona. Tijekom i nakon europskih izbora, grupa se privremeno nazvala "ALDE plus Renaissance plus USR PLUS ".
Nova skupina usvojila je novi naziv 12. lipnja 2019. nakon što je sklopila savez s La République En Marche!.
Dana 19. lipnja 2019. objavljeno je da je Dacian Cioloș, bivši premijer Rumunjske i europski povjerenik za poljoprivredu i ruralni razvoj, izabran za predsjednika skupine, pobijedivši Sophie in 't Veld sa 64 glasa za i 42 protiv i tako postao prvi Rumunj koji je postao vođa jedne europske parlamentarne skupine.

## Predsjedništvo
- Predsjednik:  Stéphane Séjourné
- Prvi potpredsjednik:  Malik Azmani[7]
- Potpredsjednici:  Sylvie Brunet,[8]  Katalin Cseh,  Luis Garicano,  Morten Løkkegaard,  Iskra Mihaylova,  Frédérique Ries,  Dominique Riquet,  Michal Šimečka
- Glavni tajnik: Anders Rasmussen

## Vanjske poveznice
- Službena strancica skupine Renew Europe, pristupljeno 11. svibnja 2021.
- Renew Europe na Facebooku, pristupljeno 11. svibnja 2021.
- Renew Europe na Twitteru, pristupljeno 11. svibnja 2021.
- Pregovori s USR Plus, pristupljeno 11. svibnja 2021.
- Renew Europe u Europskom odboru regija, pristupljeno 11. svibnja 2021.